# Vetehinen
Vetehinen var en finländsk ubåt som tjänstgjorde under det andra världskriget. Ubåten var även det namngivande fartyget för sin fartygsklass. Denna fartygsklass utvecklades från den tyska UB III-klassen och kom att vara prototypklass för den nazityska Typ VII A-klassen.
Den 5 november 1942 rammade Vetehinen under befäl av kaptenlöjtnant Antti Leino avsiktligt den sovjetiska ubåten Щ-305 (Sjtj-305) i Ålands hav och sänkte denna med 38 man ombord (samtliga omkom). Den sovjetiska ubåten återfanns hösten 2006 på (nuvarande) svenskt territorialvatten.
Namnet Vetehinen betyder ordagrant "Havsmannen", efter ett övernaturligt väsen som till skillnad från Näcken ansågs hålla till vid kusterna.
Den finska radion sände ett reportage från ubåten 1938:
https://svenska.yle.fi/artikel/2012/03/20/ubaten-vetehinen-tar-rundradions-reporter-och-mikrofonen-till-havets-djup

## Fartyg i klassen
- CV 702 Vetehinen
- CV 703 Vesihiisi
- CV 704 Iku-Turso